# 小笠原長和
小笠原 長和（おがさわら ながよし）は、江戸時代後期の大名。肥前国唐津藩4代藩主。官位は従五位下・佐渡守。忠知系小笠原家12代。

## 生涯
大和国郡山藩主・柳沢保泰の九男。幼名は元之助。
先代の唐津藩主・小笠原長会の養子となり、天保7年（1836年）に長会の死去により跡を継いだ。同年6月1日、11代将軍・徳川家斉に拝謁する。天保8年（1837年）8月25日、従五位下・佐渡守に叙任する。天保の大飢饉により領内で大飢饉が起こると、その救済に尽力した。しかし家臣の一部に不逞な輩がいたことが原因で、天保10年（1839年）に領内で一揆が起こった。これを鎮めるために尽力していた翌年10月23日、失意のうちに20歳で死去し、跡を養嗣子の長国（松平光庸の長男）が継いだ。墓所は佐賀県唐津市の近松寺。

## 系譜
父母
- 柳沢保泰（実父）
- 小笠原長会（養父）

養子
- 小笠原長国 ー 松平光庸の長男